# Laravel
Laravel er et open source PHP-framework, der primært bruges til at udvikle webapplikationer. Det blev skabt af Taylor Otwell i 2011 og har siden udviklet sig til et af de mest populære og anerkendte frameworks inden for PHP. Laravel bygger på en model-view-controller-arkitektur (MVC), som sikrer en klar opdeling af datahåndtering, præsentationslag og logik. Dette gør koden lettere at vedligeholde, teste og skalere.
En af Laravels centrale styrker er dens omfattende økosystem og værktøjer, såsom Artisan (et kommandolinje-værktøj til at håndtere gentagne opgaver), Eloquent ORM (et elegant og intuitivt lag til at arbejde med databaser), og Blade (Laravels eget skabelonsystem). Disse funktioner gør det hurtigt og nemt at komme i gang med at bygge komplekse webapplikationer, uden at man behøver opfinde hjulet på ny ved hver enkelt opgave. Desuden byder Laravel på et stort community med aktive brugere og masser af ressourcer i form af dokumentation, tutorials og pakker, der let kan integreres via Composer.
I takt med at webudvikling bliver mere avanceret, lægger Laravel stor vægt på læsbarhed, sikkerhed og stabilitet. Frameworket kommer blandt andet med indbyggede faciliteter til autentificering, autorisation, database-migrationer og fejlhåndtering, samt integration med populære frontend-teknologier og cloud-tjenester. Dette gør Laravel velegnet til alt fra små hobbyprojekter til komplekse enterprise-løsninger.
Frameworket følger Model-View-Controller-strukturen (MVC).